# Одного разу в Римі
«Одного́ ра́зу в Ри́мі» (англ. When in Rome) — романтична комедія режисера Марка Стівена Джонсона, співавтором є також Джонсон, Девід Даймонд та Девід Вайссман. У головних ролях — Крістен Белл і Джош Дюамель. Прем'єра фільму в США 29 січня 2010.

## Сюжет
Безнадійно самотня жінка з Нью-Йорка вирішує поїхати на весілля своєї сестри до Рима, щоб хоч трохи розвіятись та відпочити від міської метушні. Героїня дістає кілька монеток зі знаменитого «Фонтану кохання» і відтоді стає шалено популярною серед чоловіків, які раніше кинули саме ці монети. Тепер вони — вуличний маг, художник, магнат та модель — переслідують її і приїжджають за нею у Нью-Йорк… Та коли вона сама закохується, як їй дізнатися, чи кохання чоловіка справжнє?

## У фільмі знімались
- Крістен Белл — Елізабет Бет Гарпер.
- Джош Демел — Нік Бімон, людина, яка вже давно кохає Бет і вважає її своєю парою.
- Алексіс Дзена — молодша сестра Бет.
- Джон Гідер — Ланс, вуличний чаклун, що використовує свої пізнання, щоб отримати руку і серце Бет.
- Дакс Шепард — Гейл, модель, один із закоханих у Бет.
- Вілл Ернетт — Антоніо, італійський художник, закоханий у Бет.
- Анжеліка Г'юстон — начальниця Бет.
- Денні Девіто — Аль Руссо, один із закоханих у Бет.
- Дон Джонсон — батько Бет.
- Кейт Місуччі — Стейсі Гарпер
- Боббі Мойніган — Пак
- Крістен Шаал — Ілона
- Лі Пейс — Бреді Сакс, колишній хлопець Бет
- Алекса Гевінс — Лейсі
- Шакіл О'Ніл та Лоуренс Тайлор грають себе.

## Виробництво
- Зйомки проводились у Нью-Йорку.
- 3OH!3 зробив відео на композицію «Starstrukk» за участю Кеті Перрі на основі фільму. Відео показує 3OH!3 поруч з фонтаном бажань. Вони хапають звідти кілька монет і піддаються нападу дівчат, чиїми монети і були.

## Домашнє медіа
«Одного разу в Римі» з'явився на DVD та Blu-Ray дисках 15 червня 2010.